# Rubus balticus
Rubus balticus är en rosväxtart som först beskrevs av Wilhelm Olbers Focke, och fick sitt nu gällande namn av Johann Wilhelm Krause. Rubus balticus ingår i släktet rubusar, och familjen rosväxter. Inga underarter finns listade i Catalogue of Life.